# Лахедзький султанат
Лахедзький султанат (араб. سلطنة لحج) або Султанат аль-Абдалі (араб. سلطنة العبدلي) — арабська держава, що існувала в 1728—1967 на території нинішньої мухафази Лахдж в Південному Ємені. На чолі султанату стояла династія Абдалі.

## Історія
У 1728 вождь аравійського племені Абдал, який займав територію оази Лахдж, шейх Фадл I аль-Абдалі, оголосив про свою незалежність від імамів Сани та прийняв титул султана.
У 1735 до султанату приєднаний Аден. До кінця XVIII століття Лахедж встановив свою гегемонію над територією всього Південного Ємену, що привернуло насторожену увагу Великої Британії.

У 1839 англійці захопили Аден, чому формально було надано вид договору купівлі-продажу, за яким султан за скромну винагороду передав Великій Британії Аденську гавань та прилегле село. Проте менш ніж через 20 років султан Лахеджу Алі I (1849—1863) зажадав повернення території Адену і в 1858 рушив війська проти англійців. Однак після того, як його армія була розбита під Шейх-Усманом, султану довелося змиритися з втратою Адену.

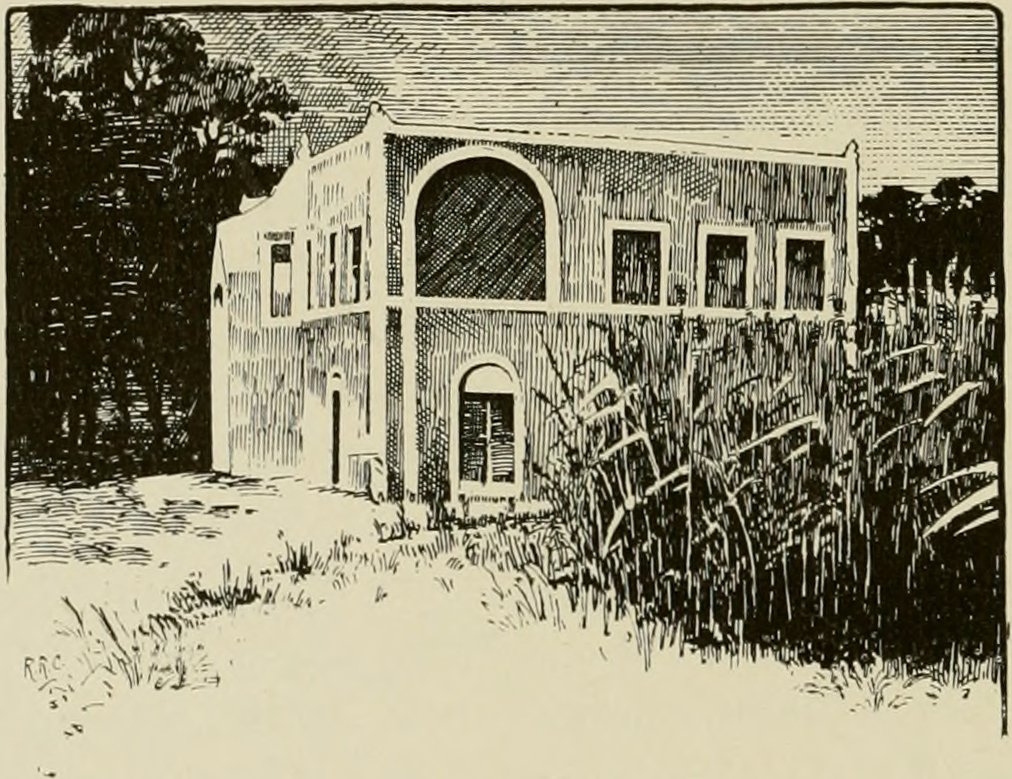
Будинок султана для гостей в Лахедже, фотографія Henry Ogg Forbes, 1898

У 1869 султанат Лахедж змушений увійти до складу британського Протекторату Аден.
У 1873 у відповідь на вторгнення турецьких військ в Північний Ємен англійці окупували Лахедж, султанат фактично позбувся незалежності.
У 1915 році османські війська витіснили англійців з Лахеджа, при цьому був застрелений лахедзький султан Алі II. Новим султаном англійці проголосили в Адені Абд аль-Каріма II, який зміг повернутися в Лахедж лише в 1918 після поразки Османської імперії в Першій світовій війні. Лахедж увійшов до складу Західного протекторату Аден.
З 1951 року при султані знаходився британський резидент, з яким султан був зобов'язаний радитися з усіх питань своєї внутрішньої політики.
У 1958 році в Лахедж були введені британські війська з метою забезпечення входження султанату до складу Федерації арабських еміратів Півдня. Велика частина лахеджської армії та частина населення султанату на знак протесту покинули територію Лахеджа.
У жовтні 1961 року Лахедж увійшов до складу Федерації арабських еміратів Півдня. У 1962 році на півдні Ємену піднявся національно-визвольний рух.
У 1963 році в Адені заснований Національний фронт звільнення окупованого Південного Ємену. До літа 1967 повстанці контролювали вже територію всього Південного Ємену. 13 серпня 1967 монархія в Лахеджі була скасована. Султан з родиною утекли. 30 листопада 1967 Лахедж увійшов до складу утвореної Народної Республіки Південного Ємену.

## Султани Лахеджа

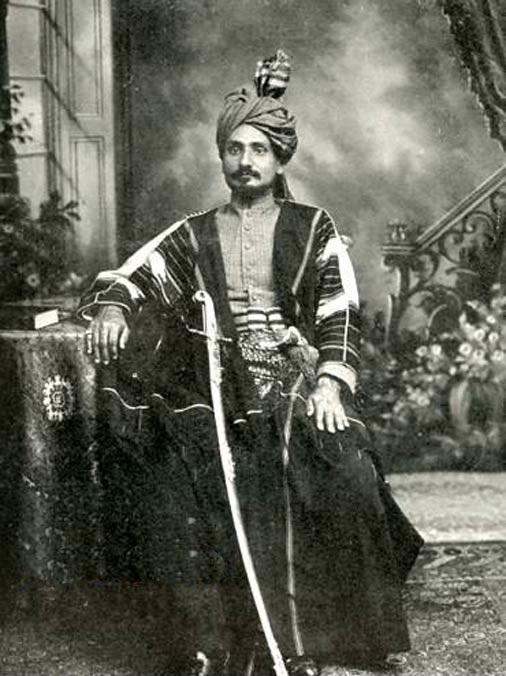
Султан сер Абд аль-Карім II аль-Абдалі, 1922

- Султан сер Абд аль-Карім II аль-Абдалі, 19221728—1742 — Фадл I ібн Алі ас-Саллі
- 1742—1753 — Абд аль-Карім I ібн Фадл
- 1753—1777 — Абд аль-Хаді ібн Абд аль-Карім
- 1777—1791 — Фадл II ібн Абд аль-Карім
- 1791—1827 — Ахмад I ібн Абд аль-Карім
- 1827-11.1839 — Мухсин ібн Фадл
- 11.1839-12.1839 — Ахмад II ібн Мухсин
- 12.1839-08.1846 — Мухсин ібн Фадл  (вдруге)
- 08.1846-09.1846 — Сайид Ісмаїл ібн Хасан аль-Хусайні (узурпатор)
- 09.1846-11.1847 — Мухсин ібн Фадл (втретє)
- 12.1847-01.1849 — Ахмад II ібн Мухсин (вдруге)
- 03.1849-04.1863 — Алі I ібн Мухсин
- 04.1863-1863 — Фадл III ібн Алі
- 1863-07.1874 — Фадл IV ібн Мухсин
- 07.1874-04.1898 — Фадл III ібн Алі (друга раз)
- 28.04.1898-03.1914 — Ахмад III ібн Фадл (з 9.11.1901-сер)
- 03.1914-04.07.1915 — Алі II ібн Ахмад (з 8.10.1914-сер)
- 13.07.1915-18.06.1947 — Абд аль-Карім II ібн Фадл (з 1.01.1918-сер)